# Aeroportul Springvale
Aeroportul Springvale (IATA: KSV, ICAO: YSPV) este un aeroport din Queensland, Australia.
Situat la o altitudine de 135 m, aeroportul dispune de o singură pistă.